# Bugsy Siegel

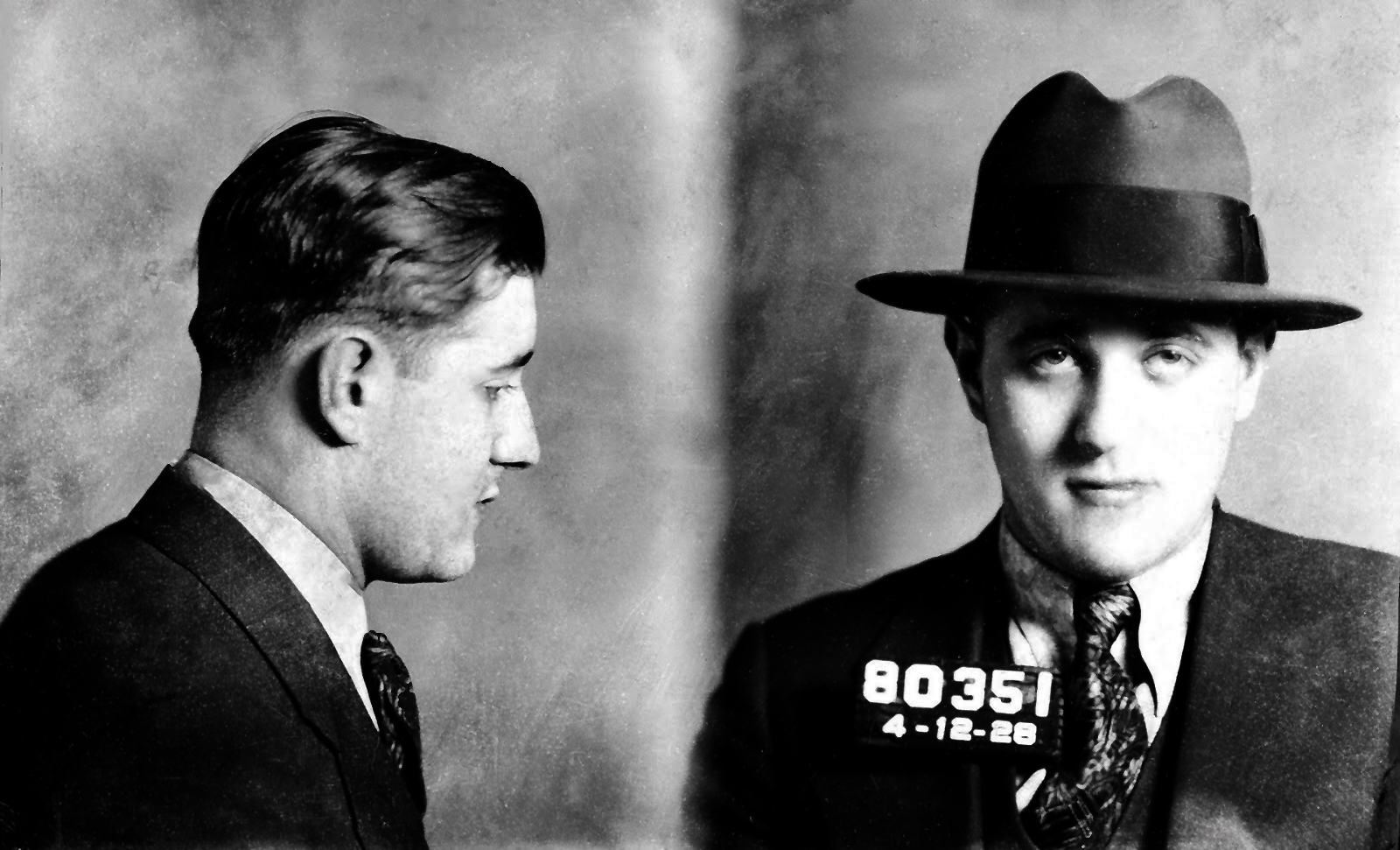
Busgy Siegel

Bugsy Siegel hay Benjamin Siegel (28 tháng 2 năm 1906 – 20 tháng 6 năm 1947) là một tay xã hội đen người Mỹ gốc Do Thái, người có liên quan đến tổ chức tội phạm Mafia ở Mỹ. Cùng với vẻ ngoài điển trai, Siegel được biết tới là một trong những tay anh chị khét tiếng nhất cùng thời. Siegel là người đã gây dựng nên khách sạn kiêm sòng bài Flamingo có quy mô lớn ở Las Vegas và nổi tiếng cho đến ngày nay.

## Tiểu sử
Bugsy Siegel sinh ra ở Williamsburg, Brooklyn trong một gia đình người Do Thái nghèo di cư từ Letychiv, Podolia thuộc đế quốc Nga. Từ lúc còn bé, Siegel đã bỏ học và gia nhập băng nhóm để trộm cắp.
Bugsy Siegel thuộc băng Đảng do Lucky Luciano đứng đầu cùng với Meyer Lansky, Frank Costello. Khởi nghiệp từ bảo kê cho trẻ con (lúc còn vị thành niên), bảo kê các nhà hàng, cửa hiệu, cướp ngân hàng, buôn lậu, kể cả giết người. Siegel cùng băng Đảng đã giàu lên nhanh chóng từ sau khi nước Mỹ có đạo luật cấm rượu.
Bugsy Siegel cùng với băng Đảng đã loại trừ các ông trùm mafia gốc Ý là Joe Masseria và Salvatore Maranzano đưa Lucky Luciano lên vị trí trùm của những ông trùm cùng thời ở New York như Carlo Gambino, Vito Genovese, Tommy Lucchese, Sam Giancana, John Torrio, v.v... Bugsy Siegel còn được gọi là thủ tướng của thế giới ngầm cùng với các ông trùm khác. Sau khi đạo luật cấm rượu của nước Mỹ hết hiệu lực, Bugsy Siegel cùng đồng bọn tiếp tục mở rộng việc cá cược, đánh bạc, đầu tư vào các sòng bạc kiếm lời (Meyer Lansky đã đầu tư vào sòng bạc ở Cuba dưới sự bảo trợ của nhà độc tài Batista sau này bị lật đổ bời Fidel Castro). Bugsy Siegel còn có những mối quan hệ với giới diễn viên điện ảnh của Hollywood.
Bugsy Siegel đã thuyết phục được các ông trùm đầu tư, xây dựng khách sạn Flamingo (chim hồng hạc) ở Las Vegas, một thành phố nằm trên sa mạc của bang Nevada (lúc này đang hoang vắng)và trở thành thành phố lớn dần dần ngay sau sự ra đời của Flamingo. Do không quản lý tốt việc xây dựng nên dẫn đến tăng chi phí xây dựng khách sạn, ở một góc độ khác các ông trùm cùng góp vốn đầu tư biết có sự gian lận về tài chính của Virginia Hill là người tình của Bugsy Siegel trong việc xây dựng (có cả việc Virginia Hill mua váy, áo đến 25.000 đô la, đây là một số tiền rất lớn lúc đó cũng như hiện nay). Khách sạn khai trương lần thứ nhất không thành công, không có khách, sau đó đóng cửa để tiếp tục sửa chữa và khai trương lần hai thành công, bắt đầu hoạt động sinh lời, như vậy ý tưởng của Bugsy Siegel đã trở thành hiện thực và thành công, đem lại lợi nhuận từ việc đầu tư đúng hướng. Tuy nhiên Bugsy Siegel đã phải trả giá cho việc thành công này bằng chính mạng sống của mình vì đã làm thất thoát tiền bạc của các ông trùm cùng góp vốn. Ngày 20 tháng 6 năm 1947, Siegel bị bắn chết tại nhà Virginia Hill, ở Beverly Hills